# Tribunali dell'indipendenza

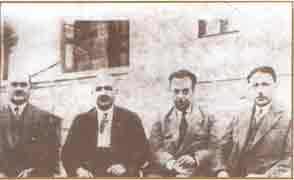
I membri del tribunale dell'indipendenza di Ankara; da sinistra a destra: Kılıç Ali Bey, "Kel" Ali Bey, Necip Ali Bey e Re,it Galip Bey

I tribunali dell'indipendenza (in turco İstiklâl Mahkemesi, plurale İstiklâl Mahkemeleri) furono dei tribunali investiti di un'autorità superiore istituiti nel 1920 durante la guerra d'indipendenza turca. Il loro scopo era quello di perseguire coloro che erano contro il sistema governativo. Ne furono istituiti otto e si trovavano nelle città di Ankara, Eskişehir, Konya, Isparta, Sivas, Kastamonu, Pozantı e Diyarbakır. Tutti tranne il tribunale di Ankara furono chiusi nel 1921.
Dopo l'approvazione della legge che autorizzava i tribunali dell'indipendenza, l'ex comandante delle forze armate turche, il generale İsmet İnönü, propose di istituirne 14. Ne furono istituiti solo 7, poiché si riteneva che non ci sarebbero stati casi sufficienti per giustificare quattordici tribunali. Un mese dopo la loro istituzione, fu istituito un altro tribunale a Diyarbakır, portando il numero totale a otto.
Dopo la fine della guerra, molti sentivano che i tribunali non erano più necessari. Sebbene il governo sperasse di prolungare la vita dei tribunali, la pressione dell'opposizione portò alla chiusura di sette tribunali dell'indipendenza nel 1921.

## I Tribunali dell'indipendenza del 1925
Nel marzo 1925, una legge permise il ripristino dei Tribunali dell'indipendenza di Ankara e Diyarbakır. Alla reistituzione si opposero i membri del Partito Repubblicano Progressista (TCF), che espressero la preoccupazione sul potere di emissione delle condanne a morte senza il permesso della Grande Assemblea Nazionale. Il Tribunale di Ankara perseguì i membri del TCF per i loro presunti legami con la ribellione dello sceicco Said. Il Partito fu chiuso il 5 giugno 1925, ma i politici furono successivamente assolti e rilasciati.
A Diyarbakır il Tribunale fu ripristinato per contrastare la ribellione dello sceicco Said. Più di 7000 persone furono arrestate per ordine dei tribunali dell'indipendenza e 660 persone furono giustiziate per reprimere la rivolta. Il Tribunale di Diyarbakir perseguì più di tutti, condannando più di 5010 persone perseguite, di cui 2779 dichiarate non colpevoli e 420 condannate a morte.